# Körösladány
Körösladány [kerešladáň] (rumunsky Ladani de Criș, ukrajinsky Кйорйошладань, Kjorjošladaň) je město v jihovýchodním Maďarsku v župě Békés, spadající pod okres Szeghalom. Nachází se asi 33 km severně od Békéscsaby. V roce 2015 zde žilo 4 557 obyvatel. Podle statistik z roku 2011 zde byli Maďaři (91,2 %), Romové (3,9 %) a Němci (0,2 %).
U Körösladány se stékají řeky Sebes-Körös (u které město leží) a Kettős-Körös do řeky Harmás-Körös (Körös). Nejbližšími městy jsou Dévaványa, Gyomaendrőd, Mezőberény a Szeghalom. Blízko je též obec Köröstarcsa.